# Brusson (Olaszország)
Brusson  egy olasz község Valle d'Aosta régióban.

## Elhelyezkedése

Brusson község Valle d'Aosta térképén

Szomszédos települések :Ayas, Challand-Saint-Anselme, Emarèse, Gaby, Gressoney-Saint-Jean, Issime, Saint-Vincent.